# Gatchaman (phim 2013)
Gatchaman (ガッチャマン) là một bộ phim Nhật Bản được đạo diễn bởi Sato Toya dựa theo anime cùng tên. Bộ phim được phát hành vào ngày 24 tháng 8 năm 2013.

## Sản xuất
Bộ phim khởi quay từ ngày 15 tháng 10 năm 2012 và kết thúc vào tháng 12 năm 2012.
Công ty sản xuất Nikkatsu công bố khoản chi phí phần trang phục của các siêu anh hùng (G-suits) vào khoảng 20 triệu Yên (tương đương 200,000 USD). Diễn viên Tori Matsuzaka, phát biểu: "Trang phục được thiết kế vừa vặn giúp năm người chúng tôi cử động dễ dàng trong những cảnh hành động mạnh mẽ và cho phép chúng tôi bay lượn thoải mái trong những cảnh bay."

## Phát hành

### Doanh thu phòng vé
Trong tuần đầu tiên công chiếu tại Nhật Bản, bộ phim đã thu về 115.650.690 yên từ 307 phòng chiếu, xếp vị trí thứ 6 về doanh thu trong tuần.

## Diễn viên
- Matsuzaka Tori vai Eagle Ken
- Ayano Gō vai Condor Joe
- Gouriki Ayame vai Swan Jun
- Hamada Tatsuomi vai Swallow Jinpei
- Suzuki Ryohei vai Owl Ryu